# Білки (Корнинська селищна громада)
Білки́ (Білка) — село в Україні, у Корнинській селищній територіальній громаді Житомирського району Житомирської області. Кількість населення становить 373 особи (2001). У 1923—2017 років — адміністративний центр однойменної сільської ради.

## Розташування
Розташоване за 21 км від колишнього районного центру — смт Попільні, за 5 км від залізничної станції Корнин, на правому березі річки Ірпінь.

## Населення
Станом на 1885 рік в селі мешкало 938 осіб, налічувалось 137 дворових господарств, у 1900 році — 1 416 осіб, з них: 714 чоловіків та 702 жінки, дворів — 265, або 1 295 мешканців та 260 дворів.
Станом на 1972 рік, кількість населення становила 735 осіб, дворів — 301.
Відповідно до результатів перепису населення СРСР, кількість населення, станом на 12 січня 1989 року, становила 556 осіб. Станом на 5 грудня 2001 року, відповідно до перепису населення України, кількість мешканців села становила 373 особи.

### Мова
Розподіл населення за рідною мовою за даними перепису 2001 року:
| Мова       | Кількість | Відсоток |
| ---------- | --------- | -------- |
| українська | 367       | 98.4 %   |
| російська  | 3         | 0.8 %    |
| румунська  | 3         | 0.8 %    |
| Усього     | 373       | 100 %    |

## Історія
Відоме з XIV століття. Історична дата утворення — 1546 рік. Давнє село, про котре згадується в грамоті від 1454 року київського князя Олександра (Олелька) Володимировича, що підтвердив надану батьком власність, разом з іншими селами, Михайлові Половцю. Великий вал із дзвіницею та величезна могила за селом, котру називають Розкопана, очевидно, споруджені в сиву давнину. Отримало назву від білих пісків, що знаходилися в центрі села, розміщувалося напроти Корнина, через річку Ірпінь, на струмках Білка та Мохначка, при впадінні їх до Ірпеня. Західна околиця села називалася Раківкою. У 1445 році Олелько Володимирович надав Білки у власність бояринові Олехні Сохновичу. Згодом належало Проскурам-Сущинським. В 1628 році Теодор Проскура-Сущинський заплатив податку з шести димів. 1704 року корнинські володіння, до котрих належали й Білки, повернулися до Проскур, що втратили панування над ним під час Хмельниччини — з 1686 до 1704 років маєтком володів знаменитий Палій. Після Проскури, селом, до 1836 року, володів Березовський, а після нього — кілька поміщиків одночасно.
У 1784 році в селі побудовано дерев'яну церкву Успіння Божої Матері, 5-го класу, на місці колишньої, що була збудована перед 1746 роком. При ній була школа. У 1834 році дах церкви було повністю перероблено, а в 1845 році збудовано нову дзвіницю. Церква була знаменитою в навколишніх селах через чудотворний образ Божої Матері. До церковної парафії належало сільце Личі, що лежало на відстані 2 верст за Ірпенем, яке можна вважати за передмістя Корнина.
В середині 19 століття — село Корнинської волості Сквирського повіту, поліційне управління — у Паволочі, залізнична станція — Кожанка; разом з Раківкою, налічувало 902 православних та 22 католики. Селом володіли поміщики Комарницький, Березовський, Складовський, ще 36 десятин землі належало церкві.
Станом на 1885 рік — колишнє власницьке село Корнинської волості Сквирського повіту Київської губернії. В селі — православна парафія, школа, 2 гостиних двори, 3 водяних млини.
В кінці 19 століття — власницьке село Корнинської волості Сквирського повіту Київської губернії. Відстань до центру повіту, м. Сквира — 50 верст, до волосного центру, містечка Корнин, де була найближча поштова земська станція — 3 версти, до найближчої залізничної станції (Попільня) — 16 верст, до найближчої поштово-телеграфної станції, в Ходоркові — 16 верст, до поштової земської станції, в Ходоркові — 3 версти. Основним заняттям мешканців було рільництво, крім цього, селяни підробляли в Києві. Землі — 2 125 десятин: селянам належало 1 714 дес., 37 дес. — церкві та 374 дес. — поміщикам. Перебувало у власности М. Я. Сетгофера, господарював поміщик особисто, використовував трипільну сівозміну. В селі були православна церква, школа грамоти, 2 водяні млини, 2 кузні, державна винна лавка. За іншими даними, селянам належало 794 десятини, Шарнельовим — 602 дес., Сетгоферові — 556 дес. та Тимофійовичові — 81 десятина.
У 1923 році увійшло до складу новоствореної Білківської сільської ради, котра, від 7 березня 1923 року, стала частиною новоутвореного Корнинського району Білоцерківської округи; адміністративний центр сільської ради. 5 лютого 1931 року, в складі сільської ради, увійшло до Попільнянського району, 17 лютого 1935 року — до складу відновленого Корнинського району Київської області.
У 1926 році засновані два ТСОЗи «Нива» і «Серп», які згодом об'єднано в колгосп «Плугатар».
238 селян воювали на фронтах Німецько-радянської війни, з них 124 особи загинуло, 36 відзначено орденами і медалями. У 1968 році на їх честь встановлено пам'ятники, в тому числі Герою Радянського Союзу А. М. Птіцину, який тут загинув.
В радянські часи на території села знаходилась центральна садиба колгоспу «40-річчя Жовтня», за яким було закріплено 1618,1 га угідь, в тому числі 1 352,9 га ріллі та 28,6 га саду. Напрям господарства — зерново-тваринницький, серед технічних культур переважав цукровий буряк.
В селі були восьмирічна школа, будинок культури, бібліотека, медпункт, сезонні дитячі ясла, магазин, будинок побуту.
Уродженцями села є доктор сільськогосподарських наук Д. Я. Василенко, лауреат Державної премії К. О. Литвинчук, кандидат військових наук, полковник В. І. Бойко, Герой Соціалістичної Праці М. І. Сарана.
27 листопада 1957 року, внаслідок ліквідації Корнинського району, село, в складі сільської ради, включене до Попільнянського району Житомирської області.
2 червня 2017 року увійшло до складу Корнинської селищної територіальної громади Попільнянського району Житомирської області. Від 19 липня 2020 року, разом з громадою, в складі новоствореного Житомирського району Житомирської області.

## Відомі люди
- Левитський Григорій Андрійович (1878—1942) — український ботанік, генетик, цитолог, каріолог. Професор, доктор біологічних наук, член-кореспондент АН СРСР.
- Матвійчук Петро Павлович (нар. 1949 р.) — український радянський діяч, депутат Верховної ради УРСР 11-го скликання.
- Яремчук Григорій Филимонович (1915—1982) — український радянський діяч, 2-й секретар Київського міськкому КПУ, голова Київського промислового облвиконкому, депутат Верховної ради УРСР 6-го скликання, заступник голови Верховної ради УРСР у 1963—64 роках.